# Wikipedia en malayo
No confundir con la Wikipedia en malayalam.
La Wikipedia en malayo es la edición de Wikipedia en este idioma, esta Wikipedia comenzó el 12 de agosto de 2003 y en enero de 2006 contaba con 12 000 artículos; este número la puso como la 34.ª Wikipedia por número de artículos. Actualmente cuenta con 417 203 artículos. Tiene 351 805 usuarios, de los cuales 713 son activos.